# Hilara mediterranea
Hilara mediterranea är en tvåvingeart som beskrevs av Chvala 2008. Hilara mediterranea ingår i släktet Hilara och familjen dansflugor. Inga underarter finns listade i Catalogue of Life.